# Cardiomya planetica
Cardiomya planetica är en musselart som först beskrevs av Dall 1908.  Cardiomya planetica ingår i släktet Cardiomya och familjen Cuspidariidae. Inga underarter finns listade i Catalogue of Life.